# Marguerite De Riemaecker- Legot
Marguerite De Riemaecker-Legot, de soltera Marguerite Victorine Zéphirine Anne Legot (Oudenaarde, 9 de marzo de 1913 - Bruselas 7 de mayo de 1977) fue una política socialcristiana belga.
De 1965 a 1968, ocupó el cargo de Ministra de Familia y Vivienda, en los gobiernos de Harmel y Vanden Boeynants I, siendo así la primera mujer ministra belga. En 1974, fue nombrada Ministra de Estado, siendo así la primera mujer Ministra de Estado.

## Biografía
Marguerite Legot nació el 9 ee marzo de 1913 en Oudenaarde, en Flandes Oriental, y realizó sus estudios primarios en una escuela de monjas bernardinas. Estudió humanidades grecolatinas en Gante y posteriormente estudió Derecho en la Universidad de Gante.
Fue secretaria de la senadora Maria Baers, pasante en el colegio de abogados de Bruselas y profesora de derecho civil y constitucional en la Escuela Social de la Rue de la Poste en Schaerbeek, en lo que actualmente es el ISFSC.
El 7 de mayo de 1938 se casó con Jules De Riemaecker, ingeniero químico agrícola, con el que tuvo dos hijos.
En 1945 fue nombrada agregada del gabinete del Ministro de Víctimas de la Guerra, Henri Pauwels, y al mismo tiempo Comisaria de Estado del mismo ministerio.
Para las elecciones de 1946, el PSC-CVP, partido social-cristiano, buscaba reclutas jóvenes y dinámicos para su lista electoral. Tras muchas dudas y con el apoyo de su marido y de Maria Baers, decidió unirse a las listas del partido. En aquellas elecciones, del 17 de febrero de 1946, el PSC-CVP obtuvo muy buen resultado con más de un millón de votos de un total de 2,5 millones de electores (exclusivamente varones). El partido consiguió 92 escaños en el Parlamento y ella fue elegida miembro del mismo: se convirtió así en la primera diputada del CVP por el distrito de Bruselas en la Cámara de Representantes.
Fue una de las tres mujeres elegidas en las elecciones de 1946, aunque en aquel momento las mujeres aún no tenían derecho a votar.
En diciembre de 1946 tuvo su primer hijo, que recibió, para celebrar la ocasión, las iniciales de CVP en sus nombres: Christian Vicente Pablo.
En esa primera legislatura abordó los problemas a los que se había enfrentado cuando era una joven abogada y una joven mujer, trabajando en legislación que permitiera a las mujeres a ejercer la profesión de abogada; a ejercer las funciones de abogada ante el tribunal de casación, y que les diera acceso al poder judicial. En diciembre de 1949 presentó un proyecto de ley “encaminado a garantizar la igualdad de hombres y mujeres en el derecho de acceso a cargos públicos".
También defendió los derechos de la mujer en relación con los deberes y derechos mutuos de los cónyuges. Y firmó el proyecto de ley del CVP que reconocía el derecho de voto de las mujeres en igualdad de condiciones con el de los hombres. Trabajó en multitud de proyectos relacionados con los derechos de las mujeres y de la infancia, como por ejemplo legislación para la creación del Fondo de Ahorro Prenupcial, sobre la patria potestad, divorcio, separación legal y de bienes y para la creación del Instituto Nacional de la Familia y de los Estudios Demográficos.
Participó activamente en las discusiones sobre las asignaciones familiares para los empleados. En 1948 pasó a ser vicepresidenta del Consejo Superior de Familia y presidenta de la sección económica y social del mismo consejo.
Sus esfuerzos por mejorar el lugar de los niños en la sociedad, así como la protección de los jóvenes, no fueron pocos: trabajó en legislación para la legitimación de los hijos cuyos padres habían contraído matrimonio en el extranjero durante la guerra, ampliar la protección de la juventud, modificar la ley sobre el trabajo de las mujeres y de los niños o la adopción proyecto de Pierre Harmel. Participó en debates sobre delincuencia juvenil (1957) y protección infantil (1958 y 1962). También fue presidenta del centro de contacto juvenil del CVP y muy activa en la mejora de la política social.
Además de su labor como parlamentaria, también fue delegada del gobierno ante las Naciones Unidas (1951) y ante la OIT en Ginebra de 1951 a 1954.
El 21 de octubre de 1953 se convirtió en la primera mujer secretaria de la Cámara, cargo que ocupó hasta 1958, cuando se convirtió en la primera mujer belga en ocupar un asiento en el Parlamento Europeo en Estrasburgo, desde su creación en 1958 hasta abril de 1961. Por motivos familiares abandonó Estrasburgo y volvió a ser Secretaria de la Cámara de 1961 a 1966. El 27 de julio de 1965, se convirtió en la primera ministra en Bélgica.
De regreso a la Cámara de Representantes en febrero de 1968, siguió con su trabajo a favor de los derechos de mujeres y jóvenes. Participó en una serie de debates sobre la protección de la juventud y la condición de la mujer (24 de abril de 1970), así como sobre control de natalidad, aborto y uso de anticonceptivos (18 de mayo de 1971).
Durante las elecciones municipales de octubre de 1970, fue elegida y concejal municipal de la ciudad de Bruselas. Tras la dimisión de Mérinette Van den Heuvel el 10 de octubre de 1971, fue nombrada concejal de Estado Civil y Asuntos Religiosos de la ciudad de Bruselas.
Por real decreto de 18 de octubre de 1974, fue nombrada Ministra de Estado, convirtiéndose así en la primera mujer en alcanzar este título, al que dedicaba al mismo tiempo sus 30 años de carrera política.
En las elecciones municipales del 10 de octubre de 1976, fue reelegida e inició un nuevo mandato, esta vez como Concejal de Obras Públicas, Arquitectura, Plantaciones y Jardines. No terminó este mandato porque, tras un cáncer contra el que luchó durante seis meses, falleció el 7 de mayo de 1977.
Durante su carrera política fue pionera en diversos cargos:
- Primera diputada del CVP por el distrito de Bruselas en la Cámara de Representantes.
- Primera mujer diputada del CVP en la ONU.
- Primera diputada del CVP en la Comisión Internacional del Trabajo.
- Primera mujer Secretaria de la Cámara de Representantes.
- Primera mujer belga en ocupar un escaño en el Parlamento Europeo.
- Primera ministra en Bélgica.
- Primera ministra de Estado.

Está enterrada en el cementerio de Laeken.

## Reconocimientos
Ha recibido los siguientes reconocimientos:
- Gran Cruz de la Orden de Leopoldo II
- Comandante de la Orden de Leopoldo
- Oficial de la Orden de Leopoldo

- Gran Cruz de la Orden del Mérito de Camerún[2]

En 2015 se acuñó una moneda de euro conmemorativa belga con su imagen.